# Bobbili
Bobbili è una suddivisione dell'India, classificata come municipality, di 50.140 abitanti, situata nel distretto di Vizianagaram, nello stato federato dell'Andhra Pradesh. In base al numero di abitanti la città rientra nella classe II (da 50.000 a 99.999 persone).

## Geografia fisica
La città è situata a 18° 34' 0 N e 83° 22' 0 E e ha un'altitudine di 102 m s.l.m..

## Società

### Evoluzione demografica
Al censimento del 2001 la popolazione di Bobbili assommava a 50.140 persone, delle quali 25.044 maschi e 25.096 femmine. I bambini di età inferiore o uguale ai sei anni assommavano a 5.528, dei quali 2.923 maschi e 2.605 femmine. Infine, coloro che erano in grado di saper almeno leggere e scrivere erano 31.873, dei quali 17.906 maschi e 13.967 femmine.